# Scar Tissue
Singles de Red Hot Chili Peppers
Love Rollercoaster
(1997) Around the World
(1999)
Scar Tissue est le premier single extrait de l'album Californication des Red Hot Chili Peppers. Sortie à la fin de l'année 1999, la chanson a remporté le Grammy Award de la meilleure chanson de rock en 2000.
Contrairement à la majorité des chansons du groupe, c'est une chanson calme et mélodieuse sans passage rappé.
Le clip de la chanson, réalisé par Stéphane Sednaoui, est riche en métaphores et on peut le voir comme la suite du clip Give It Away déjà réalisé par le Français. Huit années plus tard, on les retrouve dans le désert mais l'énergie a disparu. Au début du clip, on voit John Frusciante conduire, une métaphore pour le retour de ce dernier au sein du groupe même si John n'a en réalité pas le permis. Les quatre sont abattus, ils voyagent dans une vieille carcasse de voiture rouillée immatriculée 34681 (une Pontiac Catalina décapotable 1967). Ce chiffre évoque une adresse postale située en Floride, connue notamment pour ses résidences secondaires pour personnes âgées. Le clip se termine par un solo à la guitare de John Frusciante d'une trentaine de secondes au moment du coucher du soleil.
Scar Tissue est également le titre du livre autobiographique du chanteur Anthony Kiedis paru en 2004 (en français en Europe le 23 mars 2007).